# Canalou
Canalou est une ville du comté de New Madrid, dans le Missouri, aux États-Unis,. Fondée en 1902, elle est située au nord-ouest du comté et incorporée en 1869.

## Démographie
Lors du recensement de 2010, la ville comptait une population de 338 habitants. Elle est estimée, en 2016, à 309 habitants.

### Source de la traduction
- (en) Cet article est partiellement ou en totalité issu de l’article de Wikipédia en anglais intitulé « Canalou, Missouri » (voir la liste des auteurs).